# Robert H. Abel
Robert Halsall Abel (Painesville, 27 de mayo de 1941-Hadley, 14 de abril de 2017) fue un cuentista y novelista estadounidense.

## Biografía
Abel se graduó cum laude del College of Wooster en 1964 con una licenciatura, de la Universidad Estatal de Kansas con una maestría en 1967 y de la Universidad de Massachusetts, con una maestría en Bellas Artes en 1974. En 1968, firmó el compromiso "Writers and Editors War Tax Protest (Protesta contra los impuestos de guerra de escritores y editores)", prometiendo rechazar el pago de impuestos en protesta contra la guerra de Vietnam.
Su trabajo apareció en Colorado Review, Dim Sum, Glimmer Train, Manoa, The Massachusetts Review, Mind's Eye y Writers' Forum. Fue miembro del Gremio de Autores.
Falleció en su casa de Hadley, Massachusetts, el 14 de abril de 2017.

## Premios
- Premio Flannery O'Connor de ficción corta (1991).[5]
- Beca de escritura creativa del Fondo Nacional de las Artes (1978).

## Obras
- «An Incident in Hohhot». Mind Sprocket. 9 de octubre de 2007. Archivado desde el original el 14 de julio de 2011.
- Riding a Tiger: a novel. Hong Kong: Asia 2000. 1998. ISBN 978-962-7160-50-2. (reprint: Soho Press October 2002)
- Ghost Traps. University of Georgia Press. 1991. ISBN 978-0-8203-1252-1. «Robert H Abel Robert H Abel.»
- Full-tilt Boogie: stories. Lynx House Press. 1989. ISBN 978-0-89924-064-0.
- The Progress of a Fire. Simon and Schuster. 1985. ISBN 978-0-671-50931-6.
- Freedom Dues: or, A Gentleman's Progress in the New World. Dial Press. 1978. ISBN 978-0-8037-2575-1. (reprint 1980)
- Skin and Bones. University of Colorado Press. 1978.

### Crítica
- «The Feng Shui Detective Goes South by Nury Vittachi». Asian Review of Books. 8 de mayo de 2002. Archivado desde el original el 2 de julio de 2002.
- «ROBERT H. ABEL personal website». Archivado desde el original el 5 de noviembre de 2005.